# Zhangmu (köping i Kina, Guangxi, lat 22,52, long 110,01)
Zhangmu (kinesiska: 樟木镇, 樟木) är en köping i Kina. Den ligger i den autonoma regionen Guangxi, i den södra delen av landet, omkring 180 kilometer öster om regionhuvudstaden Nanning. Antalet invånare är 79772. Befolkningen består av 35 997 kvinnor och 43 775 män. Barn under 15 år utgör 22,0 %, vuxna 15-64 år 69 %, och äldre över 65 år 7,0 %.
Genomsnittlig årsnederbörd är 2 340 millimeter. Den regnigaste månaden är augusti, med i genomsnitt 371 mm nederbörd, och den torraste är januari, med 31 mm nederbörd.